# Blutende Herzen
Blutende Herzen (Originaltitel: Addio Giovinezza!) ist ein italienisches Stummfilm-Melodram aus dem Jahre 1927. Unter der Regie von Augusto Genina spielen Carmen Boni und Walter Slezak die Hauptrollen. Der Geschichte liegt das Bühnenstück Addio Giovinezza! (1911) von Sandro Camasio und Nino Oxilia zugrunde.

## Handlung
Turin, zu Beginn des 20. Jahrhunderts. Der junge Mario Grimaldi ist in die Universitätsstadt gereist, um dort seine Universitätsstudien zu beenden. Gemeinsam mit einem Kumpel bezieht er aus Kostengründen im vierten Stock eines Wohnhauses ein kleines Zimmerchen. Die Tochter des Vermieters ist die reizende Dorine, die sich ihren Lebensunterhalt als Schneiderin verdient. Rasch verlieben sich die beiden ineinander, und sie verleben eine kurze Zeit intensiven Glücks. Doch bald dräut Gefahr in Gestalt der älteren Helen, einer erfahrenen Verführerin, die rasch das Herz des ziemlich unsteten Marios erobert. Der erwartet ihren Besuch, als er von einer Studentenabordnung zu einer wichtigen Besprechung abgeholt wird. So trifft Dorine auf eben jene Helen und spürt instinktiv, dass es sich bei ihr um eine gefährliche Konkurrentin handelt. 
Inständig bittet das Mädchen die Herzensdiebin, auf den Mann, den sie so sehr liebt, zu verzichten. Gerührt von so viel aufrichtiger Zuneigung, entscheidet sich Helen dazu, auf Mario zu verzichten und schickt ihn beim nächsten Besuch zu Dorine zurück, da das Mädchen, so Helen, seiner Liebe würdiger sei als sie selbst. Mario erkennt jedoch nicht, was er zu verlieren droht – vielmehr wirft er Dorine vor, dass Helen ihretwegen mit ihm Schluss gemacht hätte. Verbittert wechselt er die Wohnunterkunft und bricht den Kontakt zu Dorine ab. Zwei Monate später hat Mario sein Examen bestanden und bereitet sich auf die Abreise vor. Derweil unternimmt Dorine einen letzten Versuch, Mario von ihrer Liebe zu überzeugen und ihn am Gehen zu hindern. Sie sieht ihn im Zug entschwinden und weiß instinktiv, dass er nicht mehr zu ihr zurückkehren wird.

## Produktionsnotizen
Blutende Herzen entstand in Rom und erlebte dort am, je nach Quelle, 31. Januar oder am 21. Februar 1927 als Addio Giovinezza! seine Premiere. In Österreich lief der Film unter dem deutschsprachigen Titel im Herbst desselben Jahres an, eine deutsche Erstaufführung ist nicht feststellbar. 
Genina hatte bereits 1918 eine frühe Kinoversion von Addio Giovinezza! vorgelegt. Derselbe Stoff wurde 1940 in Italien erneut verfilmt.

## Kritik
Der damalige Filmkritiker und spätere Filmregisseur Alessandro Blasetti resümierte in dem von ihm in diesem Jahr gegründeten Fachblatt Il cinematografo knapp: „Ein Film von auserlesenem, italienischen Charakter.“